# Golegã (freguesia)
Golegã es una freguesia portuguesa del concelho de Golegã, con 38,45 km² de superficie y 3.893 habitantes (2001). Su densidad de población es de 101,2 hab/km².